# Laboratorijski dnevnik
Laboratorijski dnevnik  je dokument o obavljenoj vježbi tj. pokusima ili postupcima koji se izvode u laboratoriju. On se ocjenjuje i ostaje učeniku/studentu kao podsjetnik o postupku rada i postignutim rezultatima. Prema podacima učenik/student uočava prednosti ili nedostatke pojedinih metoda koje se koriste u kemiji.
Dnevnik je najčešće bilježnice formata A4. Na vanjskoj stranici (koricama) piše se tiskanim slovima ime i prezime učenika, te razred/grupa. Sadržaj vježbe se piše na desnoj stranici kemijskom olovkom čitko i uredno. Lijeva stranica služi za eventualne ispravke i nadopune gradiva i teksta. Dnevnik se piše za vrijeme izvođenja vježbe jer se naknadno mogu zaboraviti podaci s kojima se radilo.

## Koje podatke upisujemo u dnevnik?
- Broj vježbe
- Nadnevak izvođenja vježbe
- Naziv vježbe (pišemo ga tiskanim slovima)
- Kratak opis zadatka
- Popis pribora i kemikalija za izvođenje vježbe
- Opis postupka i sva zapažanja tijekom rada
- Skica uređaja
- Kemijske jednadžbe reakcija koje se izvode
- Stehiometrijski račun
- Rezultati pokusa, tablice i dijagrami
- Pogreške koje su nastale ili koje smo napravili tijekom rada
- Napomene i sažetak